# Андрофобія
Андрофо́бія — ненормальний страх чоловіків. Термін походить від грецького άνδρας (андрос, чоловік) і φόβος (фобос, страх).

## Причини
Андрофобія може стосуватися травматичних подій минулого того, хто страждає нею. Також цей страх може бути пов'язаний з соціофобією або соціотривожним розладом, психологічною травмою, та з пережитим зґвалтуванням. Андрофобія може спостерігатися як у жінок, так і у чоловіків.